# Stefan Śliwa
Stefan Augustyn Śliwa (Krakau, 13 augustus 1898 – Dąbrowa Tarnowska, 19 mei 1964) was een Pools voetballer die voor onder meer Wisła Kraków en Legia Warschau speelde.
Śliwa speelde 3 wedstrijden voor het Pools voetbalelftal. Hij debuteerde op 14 mei 1922 in een wedstrijd tegen Hongarije.